# ランベール・メンデ

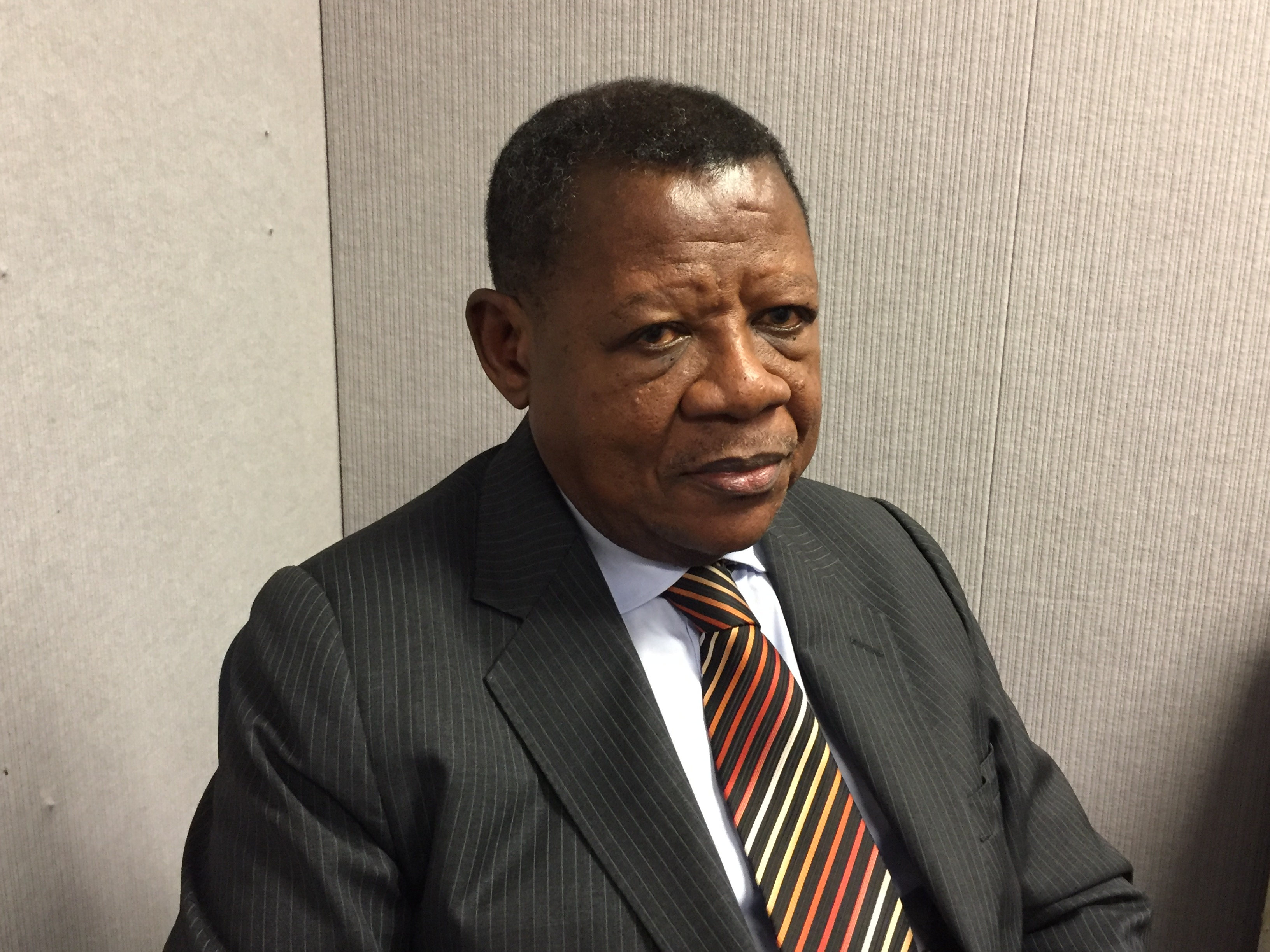
ランベール・メンデ（2018年）

ランベール・メンデ・オマランガ（フランス語: Lambert Mende Omalanga、1953年2月11日 - ）は、コンゴ民主共和国の政治家。同国通信大臣などを歴任。かつて大統領を務めたジョゼフ・カビラのスポークスマンとしても知られた。

## 来歴
サンクル州のロジャ近郊で生まれた。2008年から2012年までは通信大臣、2013年にメディア・国会関係・新市民権広報大臣、2014年から2019年まで再び通信大臣を務める。2018年から同州選出の共和国議会議員。2021年4月10日に執行が予定されていたサンクル州議会における知事選挙に出馬したが対立候補のジョセフ・ステファン・ムクマディ(Joseph Stéphane Mukumadi)がフランス国籍を保持していることを理由にいったん立候補を取り消され、しかし後に再び立候補が認められたため、メンデはムクマディの立候補は無効と主張した。知事選挙は何度か延期された後に7月20日に執行され、25人のうち17票を集めたムクマディが当選し、メンデは破れた。